# Fornebu
Fornebu (norveško Fornebo) je polotok na zahodnem delu norveškega glavnega mesta Oslo.
Na polotoku so v letih 1939 in 1940 zgradili letališče, z nazivom letališče Oslo, Fornebo (FBU). Med drugo svetovno vojno so letališče, v ostrem spopadu z norveško vojsko, zavzeli nemški padalci. Tega je vse do konca vojne uporabljala nemška Luftwaffe. Po vojni je bilo predano v civilno uporabo. Letališče je služilo svojemu namenu vse do 7. oktobra 1998, ko so ga zaradi pomanjkanja prostora zaprli, letalski promet pa preselili na novo zgrajeno letališče Gardermoem (OSL).
Na prehodu v novo tisočletje so letališče na polotoku porušili prostor pa namenili za razvoj informacijske tehnologije in telekomunikacijski industriji.